# سان أنطونيو أباد
بلدية سان أنطونيو أباد (بالإسبانية: San Antonio Abad) هي بلدية تقع في منطقة جزر البليار شرق إسبانيا.

## الديموغرافيا
بلغ عدد سكان بلدية سان أنطونيو أباد 22.299 نسمة عام 2011 (وفقاً للمعهد الوطني للإحصاء الإسباني).
| 14.292 | 15.339 | 16.742 | 18.336 | 19.889 | 21.852 | 22.299 |

## أعلام
- ماركوس غارسيا بارينو